# Webbia; Raccolta de Scritti Botanici
Webbia; Raccolta de Scritti Botanici (abreviado Webbia) es una revista ilustrada con descripciones botánicas que es editada en Florencia desde el año 1905, con el nombre de Webbia; Raccolta de Scritti Botanici, (estuvo sin aparecer durante los años 1924-1947).